# UFC 186
UFC 186: Johnson vs. Horiguchi var en MMA-gala som arrangerades av Ultimate Fighting Championship och ägde rum 25 april 2015 i Montréal i Kanada. 

## Resultat
1. ↑  Titelmatch i flugvikt.
2. ↑  Catchweight 215 lbs.[2]
3. ↑  Catchweight 160 lbs.[2]